# Stanis Bujakera Tshiamala
Stanis Bujakera Tshiamala, né le 21 août 1990 à Kinshasa, est un journaliste congolais et reporter travaillant pour le magazine panafricain Jeune Afrique, correspondant de l'agence de presse britannique Reuters et est, depuis 2016, directeur de publication adjoint chez Actualite.cd. En 2019, il est classé par le Magazine Kivuzik parmi les 50 personnalités les plus influentes en République démocratique du Congo.

## Biographie

### Enfance et études
Stanis Bujakera Tshiamala est né le 21 août 1990 à Kinshasa, où il grandit. Il est le fils d'un ingénieur électricien et pasteur d'une église protestante, Matthieu Ntita Tshiamala, et d'Odia Mbombo Kalombo.
Il se passionne pour le journalisme et la communication dès son plus jeune âge. Il est titulaire d'un diplôme de journalisme de l'École de formation des journalistes et informaticiens de Kinshasa.
Il poursuit ses études en information et sciences de la communication à l'université pédagogique nationale jusqu'à l'obtention d'un diplôme. Il va ensuite à l'Institut facultaire des sciences de l'information et de la communication mais, à la suite de difficultés financières, il abandonne au cours de sa première année de formation,.

### Carrière
Il commence sa carrière de journaliste en 2011 au sein du comité de rédaction de la radio RTVS1 après un stage professionnel. Parallèlement, il étudie à l'université cardinal Malula où il part avec un mémoire. Par la suite, Stanis Bujakera élargit ses horizons jusqu'à ce qu'il devienne Desk reportage manager du site Politico.cd jusqu'en 2016, puis correspondant de l'agence de presse britannique internationale Reuters et journaliste du magazine panafricain Jeune Afrique. Il est journaliste à Actualite.cd depuis sa création en 2016 par le cofondateur de Politico.cd et directeur de la station de radio Univers FM RDC, le journaliste Patient Ligodi.
Il est arrêté ou brutalisé sous la présidence de Joseph Kabila,,.

## Affaires judiciaires

### 2016: Menacé de mort sur Facebook et au téléphone
Stanis Bujakera, à l'époque journaliste à la Radio et télévision par satellite (RTVS), a déposé le 2 février 2023 au tribunal de grande instance de Gombe, une plainte contre un cadre du Parti du peuple pour la reconstruction et la démocratie (PPRD), Claude Mashala. Ce dernier l’aurait menacé de mort sur Facebook et au téléphone,.

### 2023 - 2024: Accusation liée à l'assasinat de Chérubin Okende

#### Arrestation à Kinshasa et emprisonnement en septembre 2023
Le journaliste congolais Stanis Bujakera a été arrêté dans la soirée du 8 septembre 2023 à l'aéroport international de Kinshasa-Ndjili alors qu'il s'apprêtait à embarquer pour une mission à Lubumbashi. Correspondant pour Jeune Afrique et Reuters, il a été injustement accusé de propagation de faux bruits et de diffusion de fausses informations dans l’affaire en lien avec l’assassinat de Chérubin Okende Senga,.
Chérubin Okende Senga, ancien ministre des Transports et proche de l’opposant politique Moïse Katumbi, a été retrouvé mort le 13 juillet 2023 dans sa voiture à Kinshasa. Porté disparu la veille de sa mort, après avoir été vu pour la dernière fois à la Cour constitutionnelle, son corps présentait des blessures par balle, ce qui a immédiatement soulevé des soupçons d’assassinat. Le président Félix Tshisekedi a condamné cet acte et a ordonné l’ouverture d’une enquête pour faire toute la lumière sur les circonstances de ce décès.
Les accusations portées contre Stanis Bujakera sont liées à un article publié par Jeune Afrique, mettant en cause les renseignements militaires dans l'assassinat de l'ancien ministre Chérubin Okende. Bien qu’il ne soit pas l'auteur de cet article, les autorités congolaises l'ont tout de même arrêté, affirmant que l'article se basait sur un document falsifié,. Cette situation a été vivement critiquée par des organisations de défense des droits de l'homme, qui y voient une tentative de museler la presse en période électorale.
Le 14 septembre 2023, Stanis Bujakera est transféré à la prison centrale de Makala à Kinshasa, malgré les nombreux appels à sa libération. Le ministre congolais de la Communication, Patrick Muyaya Katembwe, a exprimé ses regrets quant à l'incarcération d'un journaliste, tout en soulignant l'importance de la liberté de la presse dans une démocratie.

#### Procès et jugement
Le procès de Stanis Bujakera, ouvert le 13 octobre 2023, a été marqué par de nombreuses irrégularités et incohérences dans le dossier d’accusation. Entre autres, le fait que le ministère public l’accuse d'avoir produit la note, avant d'affirmer que le journaliste l'a reçue sur la messagerie Telegram. Les preuves présentées par le ministère public, notamment une analyse technique des métadonnées d’un document prétendument falsifié, ont été contestées par des experts indépendants. Ces derniers ont affirmé que les méthodes utilisées pour identifier Stanis Bujakera comme l’auteur du document étaient techniquement impossibles.
Le 27 novembre 2023, une enquête menée par un consortium de médias d’investigation, Congo Hold-Up, indique que les affirmations du ministère public ayant accusé Stanis Bujakera sont fausses,. Le réseau social Telegram affirme aussi qu’il est techniquement impossible d’identifier l’adresse IP d’un expéditeur grâce aux métadonnées d’une pièce jointe. « Telegram a été spécialement conçu pour protéger les personnes qui protestent ou s’expriment sous des régimes autoritaires. Lorsque les utilisateurs utilisent l’option “Envoyer une photo ou une vidéo”, Telegram supprime toutes les métadonnées », explique Rémi Vaughn, porte-parole de Telegram.
Toujours en novembre 2023, une autre enquête, cette fois publiée par Reporters sans frontières a aussi prouvé l'innocence de Stanis Bujakera. Deux sources sécuritaires qui connaissent bien les arcanes de l’agence ont confirmé à RSF que le document ressemblait en tous points à ce que peut produire l’ANR sur ce type d’événement. “Dans l’armée, on appelle ça un bulletin d’information ou un rapport d’incident. le document ne reflète pas forcément la position finale de l’Agence vouée à être transmise au chef de l’État à propos du meurtre de l’opposant politique, mais il est affirmatif, il vient bien d’elle”, confie un haut gradé qui souhaite rester anonyme.
Une source proche de la présidence confirme qu’il s’agit d’une “note adressée à la hiérarchie attendant vérification, analyse et enquête minutieuse”. Elle aborde que “tout le monde sait que ce document vient de l’ANR, probablement d’un échelon inférieur pour ensuite être traité”. Et plusieurs sources diplomatiques, affirmant son authenticité, indiquent avoir également reçu cette note au mois d’août.  « Si l’accusation avait réellement eu pour intention d’identifier la provenance de ce document, il eût été très simple de constater qu’il avait déjà circulé avant même que le journaliste ne l’obtienne. Avec des accusations qui ne tiennent pas, que cherchent réellement ceux qui ont décidé d’arrêter ce journaliste ? Maintenant qu’un procès s’est ouvert malgré l’absence totale d’éléments à charge, Stanis Bujakera devrait au moins pouvoir défendre son honneur et son intégrité en homme libre », dénonçait Reporter Sans Frontière.
Le secrétaire général de l'association Journaliste en danger, Tshivis Tshivuadi, constate que « le document sur lequel se base le ministère public pour accuser Stanis, c'est d'avoir fabriqué un faux rapport de l'Agence nationale de renseignements. Mais ils n'ont trouvé aucune trace de ce document, que cela soit dans la poubelle, dans le bureau ou même dans son téléphone ».
Le jugement a été rendu le 18 mars 2024 par le Tribunal de Grande instance de Kinshasa/Gombe. Accusé de propagation de faux bruits, de diffusion de fausses informations et de contrefaçon, Stanis Bujakera a été condamné à six mois de prison (une peine qui couvre déjà sa période de détention préventive) et à une amende d’un million de francs congolais. Cette peine, bien inférieure aux 20 ans de prison et d’amende requis par le Parquet, a été largement critiquée par les défenseurs des droits de l’homme et les organisations de presse.
Les avocats de Stanis Bujakera affirment vouloir faire appel du verdict. Mais ce procès s’est clôturé sans que le ministère public n’arrive à démontrer le caractère faux du document. D’ailleurs, il a même été constaté, au cours d’une des audiences, en janvier 2024, que la signature et le sceau produits par l’ANR étaient différents de ceux présentés initialement par le ministère public, un fait que l’ANR a remis en question la signature produite par le ministère public, affirmant qu’elle n’était pas la vraie.
Et comme aucune preuve n’a jamais été démontrée, Human Rights Watch, s’appuyant sur les enquêtes effectuées par Reporters sans frontières et le consortium de presse Congo Hold up, a appelé, dans un communiqué le 21 mars, les autorités congolaises à agir immédiatement pour annuler la condamnation de Stanis Bujakera,.

#### Réactions
L’arrestation de Stanis Bujakera a été perçue comme une tentative de museler la presse, suscitant ainsi une vague d'inquiétudes, de vives réactions de la part des organisations de défense des droits de l’homme et de protestations, tant au niveau national qu'international. Des organisations telles que Reporters sans frontières (RSF) et Human Rights Watch ont dénoncé cette arrestation, la qualifiant d’attaque contre la liberté de la presse en République démocratique du Congo. Elles ont appelé à la libération immédiate de Stanis Bujakera et souligné l’importance de protéger les journalistes qui jouent un rôle crucial dans la démocratie.
En septembre 2023, lors d’un déjeuner de presse à New York, en marge de l’Assemblée générale des Nations unies, le président congolais Félix Tshisekedi est interrogé pour la première fois sur le sujet de la détention de Stanis. Il refuse de condamner l'arrestation : « Je ne me mêle pas de ce qui se passe avec la justice ». Sa réaction laisse amers les représentants du journalisme dans le monde, comme le reconnaît Sadibou Marong, directeur du bureau d’Afrique subsaharienne de Reporter sans frontières : « La parole du chef de l’État était attendue, mais elle déçoit. Ce que j’attendais, c’est qu’il reconnaisse le caractère arbitraire de la détention de Stanis ».
Cinq mois plus tard, soit le 22 février 2024 à Kinshasa, Félix Tshisekedi sera une nouvelle fois interrogé sur l’incarcération prolongée de Stanis malgré l’absence totale de preuves. Lors d’un d’un briefing devant la presse aux côtés de Patrick Muyaya, porte-parole du gouvernement, Félix Tshisekedi va alors déclarer que Stanis Bujakera pourrait être victime du dysfonctionnement de la justice congolaise, qu’il qualifie de “malade” en ce qui concerne le traitement des dossiers. « Notre justice me donne beaucoup de soucis (...). Elle est malade même dans le traitement des dossiers. Je crois qu'il [ Stanis,ndlr ] est victime un peu de ça », a indiqué Félix Tshisekedi. Par la même occasion, Félix Tshisekedi annonce son implication dans cette affaire pour voir “clair” :  « À cause de leur tergiversation [des juges, ndlr], peut-être que ce jeune homme est en train de moisir - en prison -. J'ai décidé de fourrer mon nez au moins pour une fois dans cette justice pour en savoir plus dès demain. Et je prendrai la décision qu'il faudra prendre. »
Cette détention est survenue dans un contexte de tensions politiques croissantes. Les autorités congolaises en proie à des accusations de corruption et de mauvaise gestion, semblent déterminées à éliminer toute forme de contestation. Le travail de Stanis Bujakera, qui a mis en lumière plusieurs scandales de corruption, était devenu un obstacle majeur aux ambitions des dirigeants politiques corrompus. Thomas Fessy, chercheur pour Human Rights Watch, a également souligné que cette arrestation s'inscrit dans un contexte de répression croissante des médias à l'approche des élections générales prévues en décembre 2023 en République démocratique du Congo.
Le 10 novembre 2023, Amnesty International lance un appel pour la libération de Stanis Bujakera Tshiamala, dont la détention est jugée comme arbitraire. Elle est soutenue en janvier 2024 par une tribune de journalistes et d'intellectuels originaires des quatre coins du monde qui demandent également sa libération.
Des journalistes et des défenseurs des droits de l’homme du monde entier ont exprimé leur solidarité avec Stanis Bujakera. Le gouvernement congolais a été critiqué pour son traitement des journalistes et pour ce qui est perçu comme une tentative de restreindre la liberté d’expression. Malgré les appels à la libération de Bujakera, il a été détenu pendant six mois avant d’être finalement libéré en mars 2024. Cette affaire reste un symbole des défis auxquels sont confrontés les journalistes en République démocratique du Congo.

#### Libération
Dans la nuit du 19 au 20 mars 2024, il est libéré de la prison puisqu'aux yeux de la justice congolaise, il a déjà purgé sa peine lors de sa détention préventive,,,,,,. Stanis va décider de ne pas finalement contester ce jugement car il affirme ne pas pouvoir s’assurer de l’indépendance de la justice congolaise. Il décrit la prison de Makala comme "un mouroir, l'antichambre de l'enfer", où les détenus vivent dans des "conditions inhumaines",,.

## Ouvrages littéraires
Pour son livre Pavillon 8, qui retrace son séjour à la prison de Makala, Stanis Bujakera Tshiamala a remporté le 30 juin 2024, le prix littéraire Patrice-Emery Lumumba devant quatre autres prétendants lors de la deuxième édition du Festival Buku à Kinshasa,,. Il déclare après ce verdict que : « ce prix témoigne du pouvoir du journalisme et de l'importance d'une presse libre pour demander des comptes à ceux qui détiennent le pouvoir et prennent les décisions ».
Ce prix littéraire a pour objectif de récompenser les écrivains qui mettent en avant le combat de Patrice Emery Lumumba, premier Premier Ministre de la République démocratique du Congo, et le Festival Buku, qui s’est déroulé du 28 au 30 juin, veut mettre la littérature congolaise au-devant de la scène et a servi de cadre d’un échange entre auteurs et lecteurs.

## Vie privée

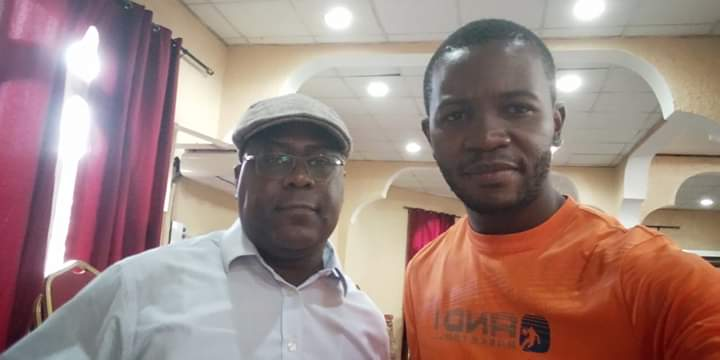
Félix Tshisekedi et Stanis Bujakera

Il est l'époux d'Armelle Mbayi Tshiamala. Ensemble, ils vivent entre Kinshasa et Washington, aux États-Unis.